# Льнозавод (Духовщинский район)
Льнозавод — посёлок в Духовщинском районе Смоленской области России. Входит в состав Духовщинского городского поселения.  
Расположена в северной части области в 0,5 км к северо-западу от Духовщины, в 0,2 км западнее автодороги Р136 Смоленск — Нелидово, на берегу реки Зимовец. В 24 км южнее посёлка расположена железнодорожная станция Присельская на линии Москва — Минск. Рядом с посёлком расположено Льнозаводское кладбище.

## Население
| 2012 | 2013 | 2014 | 2015 | 2016 | 2017 | 2018 |
| ---- | ---- | ---- | ---- | ---- | ---- | ---- |
| 82   | ↘80  | ↘73  | ↘70  | →70  | ↘67  | ↘63  |
| 2019 | 2020 | 2021 |      |      |      |      |
| ↘55  | ↘54  | ↗70  |      |      |      |      |

Население — 113 жителей (2007 год).

## История
В годы Великой Отечественной войны посёлок была оккупирована гитлеровскими войсками в июле 1941 года, освобождена в сентябре 1943 года.